# Aron Marcus

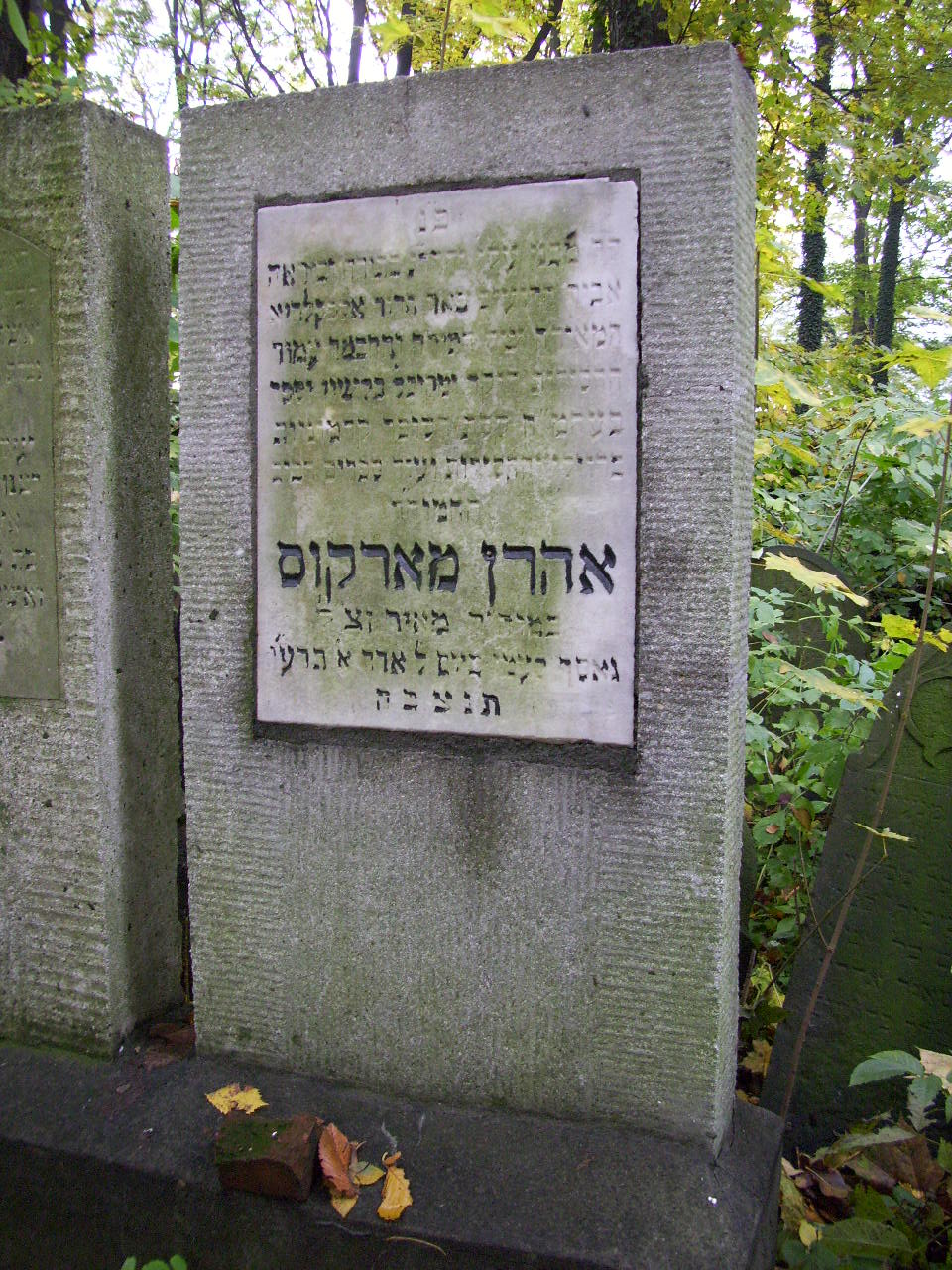
Grób Arona Marcusa na nowym cmentarzu żydowskim w Krakowie

Aron Marcus (ur. 1843 w Hamburgu, zm. 5 marca 1916 we Frankfurcie nad Menem) – współtwórca ortodoksyjnego syjonizmu (Mizrachi).

## Życiorys
Urodził się w Hamburgu w rodzinie żydowskiej, gdzie ukończył szkoły. Następnie studiował w jesziwie w Boskovicach oraz zdobył wykształcenie filozoficzne. W 1861 stał się zwolennikiem chasydyzmu i na stałe zamieszkał w Krakowie. W latach 1862–1866 był częstym gościem u Salomona Rabinowicza (1803–1866), cadyka z Radomska.
Aron Marcus jest uważany za współtwórcę ortodoksyjnego syjonizmu. W latach 1897–1898 opublikował Dr. Theodor Herzls Judenstaat, a później korespondował także z samym Theodorem Herzlem (1860–1904). W 1897 reprezentował Podgórze na I Światowym Kongresie Syjonistycznym w Bazylei. W latach 1898–1899 był redaktorem Krakauer Jűdische Zeitung. W 1901 pod pseudonimem Verus opublikował monografię Der Chassidismus. Był także autorem innych dzieł poświęconych chasydyzmowi i kabale.
Po wybuchu I wojny światowej uciekł przed zbliżającymi się wojskami rosyjskimi do Frankfurtu nad Menem, gdzie zmarł. Jego ciało zostało sprowadzone do Krakowa i pochowane na nowym cmentarzu żydowskim przy  ulicy Miodowej.